# Tokyo!
Tokyo! (Tóquio (título em Portugal) ) é um filme coletivo de três segmentos, realizado e escrito por Michel Gondry, Leos Carax e Bong Joon-ho, com base na obra Cecil and Jordan in New York de Gabrielle Bell. Foi coproduzido entre a França, Japão, Coreia do Sul e Alemanha. Estreou-se no Japão a 16 de agosto de 2008, na França a 15 de outubro do mesmo ano.

## Elenco
- Ayako Fujitani como Hiroko
- Ryō Kase como Akira
- Ayumi Ito como Akemi
- Satoshi Tsumabuki como Takeshi
- Denis Lavant como senhor Merde
- Jean-François Balmer como advogado Voland
- Julie Dreyfus como intérprete
- Andrée Damant
- Teruyuki Kagawa como hikikomori
- Yû Aoi como entregadora de piza
- Naoto Takenaka como gestor da pizaria

## Reconhecimentos
| Ano  | Prémios                                                  | Categorias                                    | Destinatários e nomeados | Resultado | Referências |
| ---- | -------------------------------------------------------- | --------------------------------------------- | ------------------------ | --------- | ----------- |
| 2008 | Festival de Cannes                                       | Un certain regard                             | Tokyo!                   | Nomeado   | [ 6 ]       |
| 2008 | Festival Internacional de Cinema Fantástico de Neuchâtel | Prémio H.R.Giger «Narcisse» – Menção especial | Tokyo!                   | Venceu    | [ 7 ]       |
| 2008 | Festival Internacional de Cinema Fantástico de Neuchâtel | Prémio Titra Film                             | Tokyo!                   | Venceu    | [ 7 ]       |
| 2008 | Festival de Cinema de Sitges                             | Melhor filme                                  | Tokyo!                   | Nomeado   | [ 8 ]       |

## Recepção
No sítio Rotten Tomatoes, o filme recebeu uma aprovação de 73%, baseada em 67 críticas positivas, tendo uma classificação média de 6.3/10. No sítio Metacritic o filme foi classificado com 63/100, baseado em 18 revisões. Justin Chang da revista Variety escreveu que o filme era "desajustado, mas agradável".